# Pieter Timmers
Pieter Timmers (Neerpelt, 21 de janeiro de 1988) é um nadador belga, medalhista olímpico.

## Carreira

### Rio 2016
Timmers competiu na natação nos Jogos Olímpicos de Verão de 2016, conquistando a medalha de prata nos 100 metros livre.